# Crocothemis nigrifrons
Crocothemis nigrifrons là một loài chuồn chuồn ngô trong chi Crocothemis. Nó được tìm thấy ở Úc, Papua New Guinea, và quần đảo Solomon.

## Hình ảnh

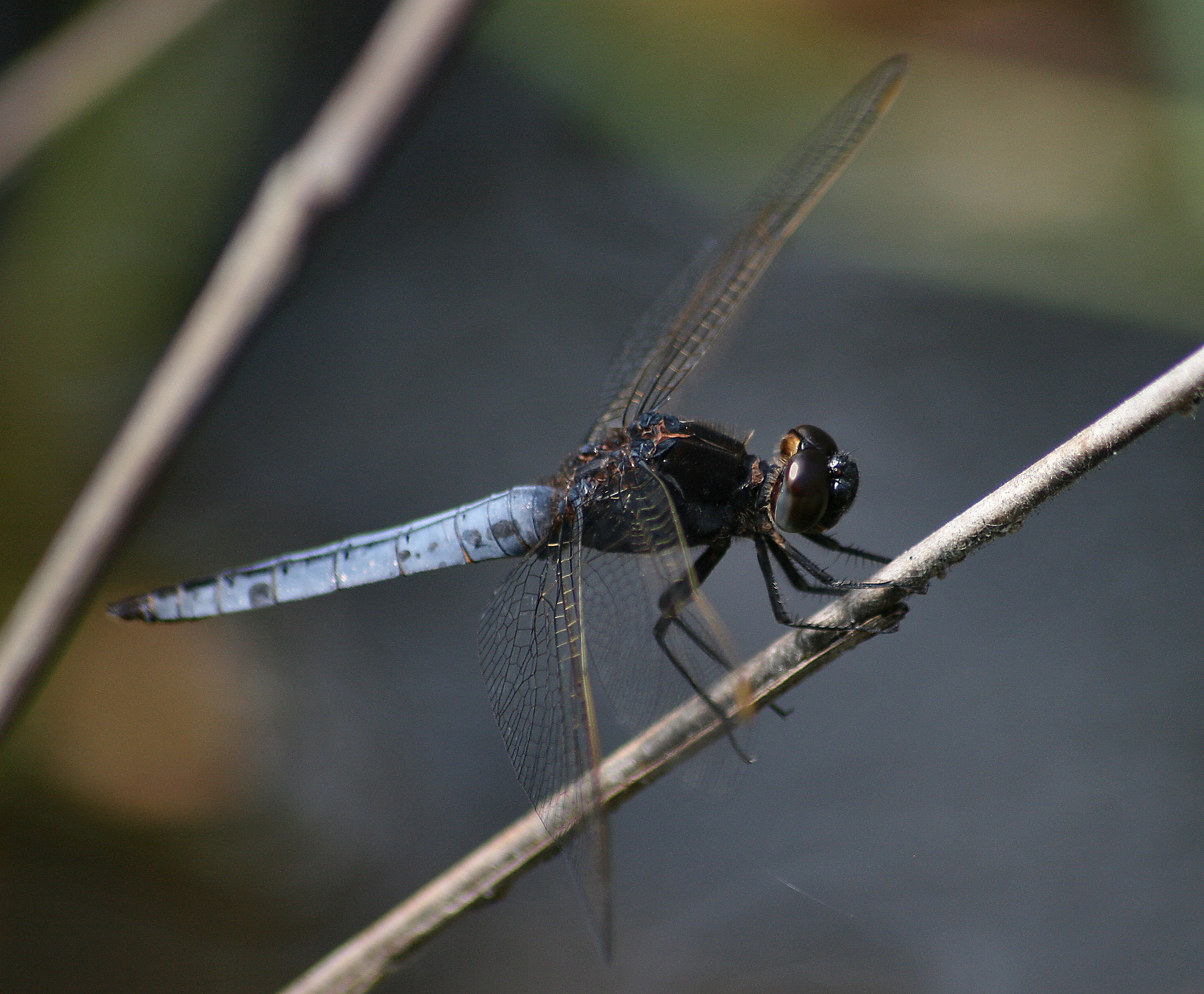